# Újezd pod Troskami
Újezd pod Troskami é uma comuna checa localizada na região de Hradec Králové, distrito de Jičín‎.